# Mårten Hagström
Mårten Hagström es el guitarrista rítmico de la banda sueca de heavy metal Meshuggah. Se unió a la banda después del lanzamiento de su primer disco, que le permitió a Jens Kidman centrarse solamente en sus intervenciones vocales. Es conocido por su uso de complejas formas rítmicas, en cuanto a guitarra se refiere. Marten ha citado la banda canadiense Rush como influencia.

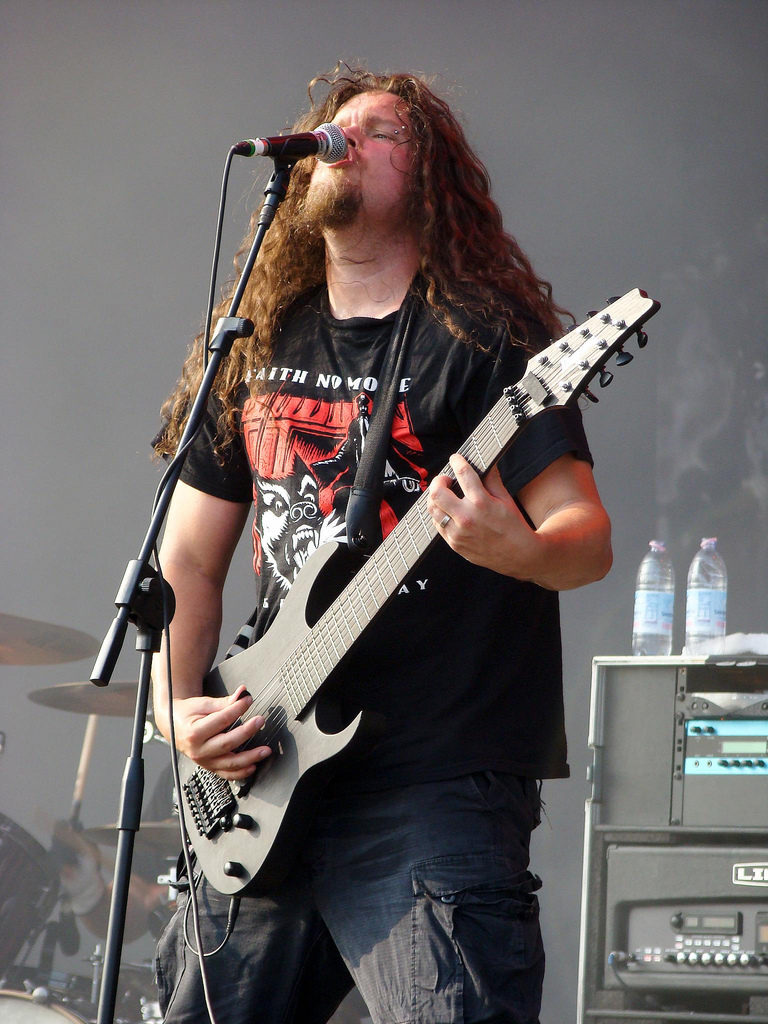

En una entrevista de la revista Metal Injection Mårten dijo, "Uno no debe tocar un instrumento para su técnica exclusivamente. El instrumento es una herramienta que uno utiliza para conseguir que lo que hay aquí y aquí (se señala el corazón y la cabeza) salga afuera." También dijo que cuando él era un adolescente todos los suecos querían ser unos virtuosos de la guitarra.
Aunque el compañero y guitarrista principal de Meshuggah Fredrik Thordendal toca todos los solos y compone la mayoría de las canciones de Meshuggah, Mårten le proporciona a la banda un estilo instrumental Jazz y a Acrid Placidity en el álbum Destroy Erase Improve, el cual muestra la valía de la banda.
Hagström y el baterista de Meshuggah Tomas Haake han tocado juntos desde que ambos tenían 6 años. Tanto Hagström como el guitarrista principal de Meshuggah Fredrik Thordendal usan guitarras de 8 cuerdas Nevborn y Ibanez adaptadas a sus necesidades.
- Datos: Q138143